# Clarí
El clarí o bugle (del francès bugle, aquest de l'anglès bugle o horn, banya de caça, perquè es feia amb banya de búfal, i aquest del llatí bucŭlus, bou jove) és un instrument de vent, englobat en la secció dels metalls. És semblant en el seu disseny a la corneta, però de menor grandària. També compta amb una embocadura en forma copa i un pavelló acampanat. El filtre (de metall o coure) és semiesfèrica.
El so que produeix és agut. En general, el clarí no té vàlvules, el que significa que només produeix harmònics naturals. No obstant això, alguns clarins tenen una vàlvula que baixa una quarta l'afinació. El clarí més comú és l'afinat en Si ♭ (bemoll). Al Perú, el clarí té una gran longitud, arribant a tenir fins a 4 metres de llarg. Posseeix un so bastant característic i harmònic. El clarí cajamarquino o "Qewayllo" és principalment tocat en la festa de carnaval. També hi ha el "uongos" o "clarín de Junín" i el "habaspa SISAN" de la regió d'Andahuaylas.

## Història
Els romans tenien tres tipus de clarins:
- la tubicina. Es reduïa a un sol tub o canó llarg a manera d'una botzina de la qual servien per als tocs de ranxo, marxa, etc.
- la licticínia. Estava igualment composta d'un sol canó en forma circular a manera de trompa, que passava per sota del braç dret, i la seva rematada o boca sobrepujava el cap del qual la tocava la qual estava destinada per a l'atac i per animar els soldats en mitjà d'ell. Tenia també aquesta mena de clarí el nom de clasicum. Quan el cònsol o general romà volia donar a les legions senyal d'atac feia venir a la seva presència el trompeta i li feia tocar el clasicum, nom que tenia també el mateix toc de guerra al senyal responien tots els clarins i trompetes de les cohorts repetint el clasicum i al so estrepitós d'ell principiava el combat.
- la cornicina. Es deia així per assemblar-se'n la figura recta a la d'una banya de búfal. Servia per als tocs de les tropes lleugeres i cavalleria.

Els tocadors de les tubicines i cornicines estaven armats d'una daga, gamberes i un casc de ferro en figura de cap de lleó. I els que tocaven les licticínies portaven a més una cuirassa i una llança armada amb una fulla semicircular.